# Michael Dudikoff
Michael Joseph Stephen Dudikoff (Redondo Beach, 8 oktober 1954) is een Amerikaans acteur. Hij is vooral bekend van zijn rol in de film American Ninja (1985).

## Biografie
Dudikoff studeerde af aan de universiteit in kinderpsychologie. Een vriend overtuigde hem om zijn geluk als acteur te beproeven. Hij verhuisde in 1978 naar Los Angeles en speelde kleine rollen in televisieseries als Dallas en in meerdere films. In 1985 verwierf hij enige bekendheid na zijn hoofdrol in de film American Ninja, die werd gevolgd door Avenging Force (1986). Vanaf toen werd hij getypecast in martialartsfilms, vooral B-films, voornamelijk vanwege zijn vaardigheid in Braziliaans jiujitsu.

## Filmografie
| Jaar | Titel                                  | Rol                        |
| ---- | -------------------------------------- | -------------------------- |
| 1980 | The Black Marble                       | Millie's Houseboy          |
| 1981 | Bloody Birthday                        | Willard                    |
| 1982 | Making Love                            | Young Man In Bar #2        |
| 1982 | I Ought to Be in Pictures              | Boy On Bus                 |
| 1982 | Tron                                   | Conscript #2               |
| 1983 | Uncommon Valor                         | Blaster's Assistant        |
| 1984 | Bachelor Party                         | Ryko                       |
| 1985 | Radioactive Dreams                     | Marlowe Hammer             |
| 1985 | American Ninja                         | Joe Armstrong              |
| 1986 | Avenging Force                         | Captain Matt Hunter        |
| 1987 | American Ninja 2: The Confrontation    | Sergeant Joe Armstrong     |
| 1988 | Platoon Leader                         | Lieutenant Jeff Knight     |
| 1989 | River of Death                         | John Hamilton              |
| 1990 | Midnight Ride                          | Lawson                     |
| 1990 | American Ninja 4: The Annihilation     | Agent Joe Armstrong        |
| 1992 | The Human Shield                       | Colonel Doug Matthews      |
| 1992 | Rescue Me                              | Daniel 'Mac' MacDonald     |
| 1994 | Chain of Command                       | Merrill Ross               |
| 1995 | Cyberjack                              | Nick James                 |
| 1995 | Soldier Boyz                           | Major Howard Toliver       |
| 1996 | Bounty Hunters                         | Jersey Bellini             |
| 1997 | Moving Target                          | Sonny                      |
| 1997 | Strategic Command                      | Dr. Rick Harding           |
| 1997 | Crash Dive                             | James Carter               |
| 1997 | Bounty Hunters 2: Hardball             | Jersey Bellini             |
| 1997 | The Shooter                            | Michael Atherton           |
| 1998 | Freedom Strike                         | Tom Dickson                |
| 1998 | Black Thunder                          | Vince Conners              |
| 1998 | Counter Measures                       | Captain Jake Fuller        |
| 1998 | Ringmaster                             | Rusty                      |
| 1998 | Musketeers Forever                     | D'Artagnan                 |
| 1999 | In Her Defense                         | Andrew Garfield            |
| 1999 | Fugitive Mind                          | Robert Dean                |
| 2000 | The Silencer                           | Quinn Simmons              |
| 2001 | Ablaze                                 | Gary Daniels               |
| 2002 | Gale Force                             | Jared                      |
| 2002 | Quicksand                              | Bill Turner                |
| 2002 | Stranded                               | Ed Carpenter               |
| 2015 | Navy Seals vs. Zombies                 | Lieutenant Commander Sheer |
| 2015 | The Bouncer                            | Samuel James               |
| 2018 | Fury of the Fist and the Golden Fleece | Superboss                  |